# Eduard Bobrik

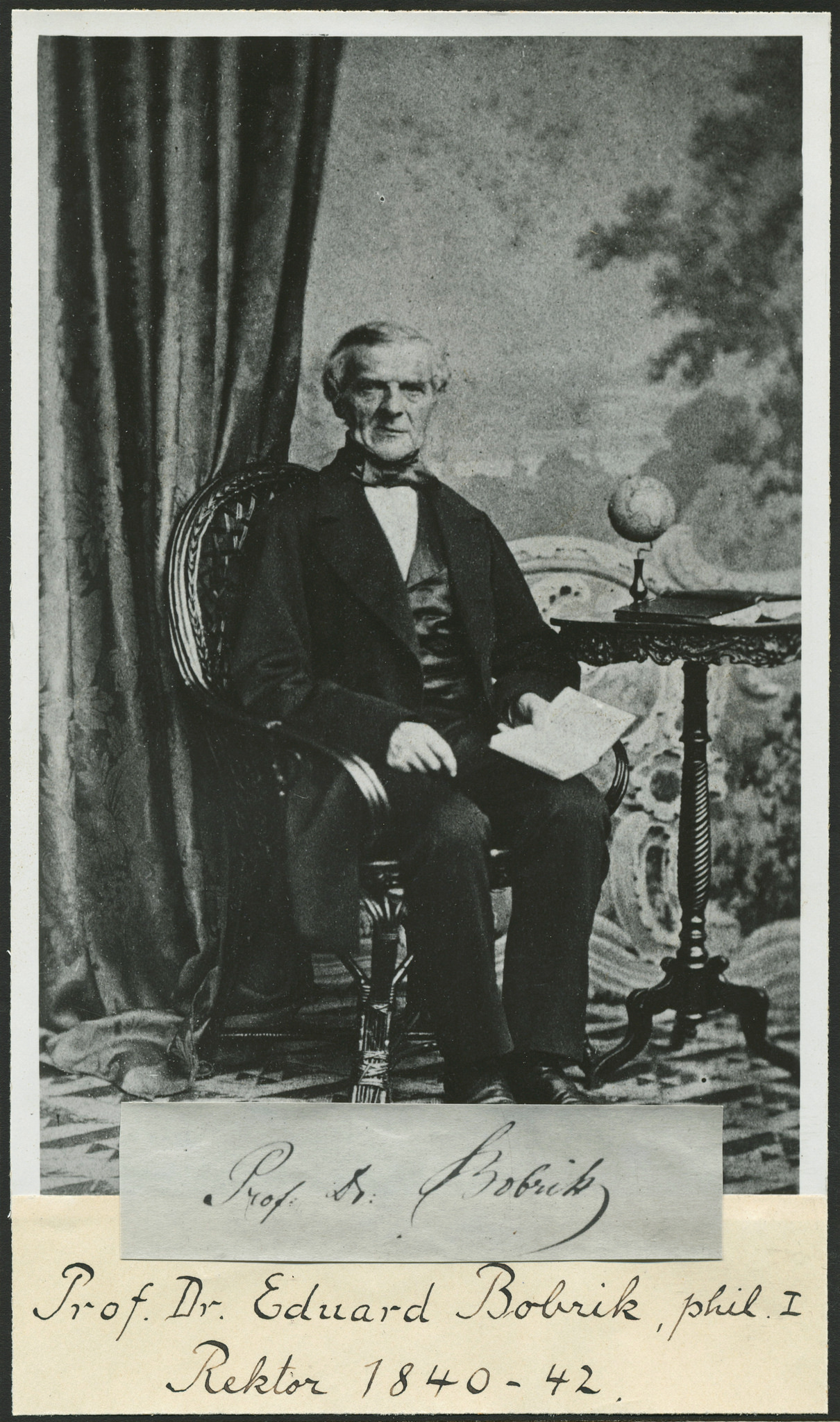
Eduard Bobrik

Johann Friedrich Eduard Bobrik (* 15. November 1802 in Symiatizce, Neuostpreußen; † 13. Mai 1870 in Schwetz an der Weichsel, Westpreußen) war ein deutscher Seemann und Hochschullehrer. Er verfasste maritime Handbücher und war Direktor der Danziger Handelsschule.

## Leben
Nach Abschluss der Schule absolvierte er eine kaufmännische Lehre in der Firma Marquardt. Nach der Danziger Navigationsschule fuhr er auf Schiffen der Marquardtschen Reederei. Er blieb auf dem Schiff Fürst Blücher fünf Jahre und machte ausgedehnte Seereisen. Dem Kapitän dieses Schiffes widmete Bobrik später sein bekanntestes Werk.
An der Albertus-Universität Königsberg studierte er ab 1822 für drei Jahre. Er betätigte sich anschließend als Gymnasial- und Seminarlehrer und habilitierte sich 1829 bei Johann Friedrich Herbart an der Rheinischen Friedrich-Wilhelms-Universität Bonn. Bis zu seiner Bewerbung auf die in Gründung befindliche Universität Zürich musste er sich als Privatdozent verdingen. Durch die Annahme seiner Bewerbung sah er sich finanziell in der Lage zu heiraten. Am 23. Februar 1833 heiratete er Catharina Augusti.
Von Bonn wurde er mit der Ernennung zum Extraordinarius verabschiedet. In Zürich war er Ordinarius für Philosophie, Psychologie und Pädagogik. 1838 erfolgten seine ersten Veröffentlichungen zu Logik und Freimaurerei. Er war Mitglied der Loge Modestia cum libertate. An der Universität war er von 1840 bis 1842 Dekan der Philosophischen Fakultät und amtete 1840/41 auch als Rektor. Er setzte sich für die vergebliche Einbürgerung von Georg Herwegh in Zürich ein. Dieser wurde aber in Basel aufgenommen.
In den 1840er Jahren beschäftigte er sich intensiv mit maritimen Themen. Es entstand das Handbuch der Praktischen Seefahrtskunde und das Allgemeine Nautische Wörterbuch. An der Universität hielt er ab 1851 Vorlesungen mit den Titeln:
- Geschichte der neueren Seekriege zwischen 1783 und 1827
- Geschichte der Schiffahrt
- Theorie des Schiffbaues
- Beschreibung und Physik des Meeres

1857 ging Bobrik nach Danzig und war bis 1866 Direktor der Handelsakademie. Im Frühjahr 1867 beendete er aus gesundheitlichen Zwängen seinen Dienst und wurde Pensionär. Nach langer Krankheit starb er mit 67 Jahren in einer Heilanstalt in Schwetz.

## Publikationen
- Neues praktisches System der Logik, Band 1, Zürich 1838 (Mitherausgeber)
- Geschichte, Grundidee und Verfassung der Freimaurerei Zürich 1838 (Digitalisat der Bayerischen Staatsbibliothek)
- Eduard Bobrik: Text, Uebersetzung und Beleuchtung der Cölner Urkunde. Zürich 1840 (Digitalisat der Bayerischen Staatsbibliothek)

Einige weitere Arbeiten zur Freimaurerei sind von ihm anonym erschienen.
Sein vierbändiges Lebenswerk Handbuch der praktischen Seefahrtskunde mit etwa 3200 Druckseiten und teilweise farbigen Abbildungen hatte eine eigene Erscheinungsgeschichte. Es sollte im Verlag „Das Literarische Comptoir Zürich und Winterthur“ unter der Leitung von Julius Fröbel erscheinen. Denn 1844 waren die besten Jahre des Verlages vorbei und man versuchte durch die Publikation wissenschaftlicher Arbeiten wieder den wirtschaftlichen Aufstieg zu schaffen. Eines der Werke war das von Bobrik. Aber im Zuge des Publikationsverbotes des Verlages durch den Bundestag durften keinerlei Werke mehr gedruckt werden. Deshalb wurde ein großer Teil seiner Auflage Makulatur. Es wurde versucht durch Aufkleben neuer Titelblätter die verbotene Verlagsangabe zu vertuschen. Aber erst die Gründung einer neuen Firma 1846 in Leipzig ermöglichte die Herausgabe. Auch in Hamburg bei Hoffmann und Campe wurde ein Teil der Auflage gedruckt. Deshalb erschien das Werk erst ab 1848.
Das Allgemeine Nautische Wörterbuch von 1850 ist eine gekürzte Fassung von Johann Hinrich Rödings Allgemeines Wörterbuch der Marine und die Auflage von 1858, nur mit einem neuen Titelblatt.